# Le Pot de confitures
Pour plus de détails, voir Fiche technique et Distribution.
Le Pot de confitures est un film muet français réalisé par Georges Denola, sorti en 1911.

## Fiche technique
- Titre : Le Pot de confitures
- Réalisation : Georges Denola
- Scénario : Henry Peyre de Bétouzet
- Photographie :
- Montage :
- Société de production : Société cinématographique des auteurs et gens de lettres (S.C.A.G.L.)
- Société de distribution : Pathé frères
- Pays d'origine :  France
- Langue : français
- Métrage : 175 mètres
- Format : Noir et blanc — 35 mm — 1,33:1 — Muet
- Genre : Comédie
- Durée : 6 minutes
- Dates de sortie : 
  -  France : 28 juin 1911

## Distribution
- Bach : Léonce Plumeau
- Madeleine Guitty : la tante Ursule
- Lucy Blémont : Mme Plumeau
- Gaston Sainrat
- Gaston Prika
- Suzanne Goldstein
- Maurice Luguet
- Cécile Barré
- Paul Chartrettes
- Gaby Briand
- Émile André
- Candieux
- Cémery
- Fred